# ベトナム鉄道
ベトナム鉄道公社（ベトナムてつどうこうしゃ、ベトナム語：Tổng công ty Đường sắt Việt Nam）は、ベトナムの鉄道事業者である。総本部はハノイ市ホアンキエム区レ・ズアン街118号に存在し、2003年に設立された。総延長は2,632kmであり、うち標準軌は222km、三線軌条は292km、残りはメーターゲージである。

## 沿革
1881年、フランスのインドシナ総督により、ベトナムで初めての鉄道が開業した。ベトナム独立後、鉄道総局が設立され、ベトナム国内の鉄道を運営することとなった。1990年、鉄道総局からベトナム鉄道連合(Vietnam Railway Federation)になり、権限を中央本部から付属機関に分散し、北部・中部・南部の3つの担当区域にインフラ管理と鉄道運行の責任を負う形態に移行した。1995年、上下分離方式が実施され、インフラとその保守改良の費用を政府が負担する一方、列車の運行とインフラの保守管理は ベトナム鉄道連合が行うこととなった。その後、鉄道輸送は、ハノイ旅客鉄道会社、サイゴン旅客鉄道会社、貨物輸送会社の3社が行うことになった。鉄道輸送を行う各3社およびインフラ保守会社の会計はベトナム鉄道連合の会計に従属していた。2003年、ベトナム鉄道公社が設立され、傘下に公社の会計に依存する「会計依存会社」、政府100%出資の会計独立会社、政府株保有会社、本社付属組織より構成されるようになった。また同時に、鉄道事業者を監督する機関として鉄道局が設立された。

### 年表
- 1881年 - ベトナム最初の鉄道（サイゴンとミトー間、全長71km）が開通
- 1936年 - 全長2600kmのベトナム鉄道網が完成
- 1955年 - 鉄道総局が設立される
- 1976年 - ハノイとホーチミン間の路線（南北線）が再結合
- 1990年4月10日 - 鉄道総局をベトナム鉄道連合に改組
- 1995年 - 上下分離方式が実施される[3]
- 2003年 - ベトナム鉄道連合を改組し、ベトナム鉄道公社が設立される。ベトナム運輸交通省内に鉄道の監督を行う鉄道局が設置される[4]
- 2005年 - 鉄道法が可決される
- 2010年 - ベトナム鉄道公社を国営有限責任会社に転換

（ベトナム鉄道公社沿革（ベトナム語）より）

## 事業内容
ベトナム国内の鉄道および諸形式の輸送及び国際輸送、運輸代理業、鉄道施設の修理と保守、鉄道や他の機械製品のための新車両、設備、部品に関するコンサルタント、調査、設計、製造及び修理など

## 路線
- 南北線（メーターゲージ）
- ハノイ・ハイフォン線（メーターゲージ）
- ハノイ・ラオカイ線（メーターゲージ）
- バクホン・ヴァンディエン線（メーターゲージ）
- ハノイ・ドンダン線（メーターゲージ、一部標準軌との三線軌条）
- ハノイ・クアンチエウ線（メーターゲージ・一部標準軌との三線軌条）
- ケプ・ルーサー線（標準軌）
- ケプ・カイラン線（標準軌）
  - ハロン支線： チーリン - コータイン（標準軌）

### 計画線
2021年に公布された首相決定第1769号/QD-TTgによる計画線は以下の通りである
- ゴックホイ駅（ハノイ市）- トゥーティエム駅（ホーチミン市）（ベトナム南北高速鉄道計画）：全長1545km
- ハノイ東部環状路線：全長59km
- イエンヴィエン駅（ハノイ市）- ファーライ（ハイズオン省）- ハロン市（クアンニン省）- カイラン（クアンニン省）：全長129km
- ハノイ市 - ハイフォン市：全長102km
- ブンアン（ハティン省） - タンアップ（クアンビン省） - ムザ（クアンビン省）：全長103km
- ビエンホア（ドンナイ省） - ブンタウ（バリア・ブンタウ省）：全長84km
- ホーチミン市 - カントー市：全長174km
- ホーチミン市 - ロックニン県（ビンフオック省）：全長128km
- トゥーティエム駅（ホーチミン市） - ロンタイン県（ドンナイ省）：全長38km